# Pravilo trojice
Pravilo trojice (izdan 1963.) je drama Agathe Christie. Sastoji se od tri jedno-čine priče koje su nezavise jedna o drugoj.
Drama, pisana za kazališno izvođenje 1962. godine, objavljena 1963. godine. Sastoji se od tri nezavisne priče koje su izvedene kao kazališna predstava u tri čina 20. prosinca 1962. godine u "Duchess Theatre", London, a objavljene su kao posebna izdanja.

## Priče
- Poslijepodne na obali mora

Radnja prati kradljivca skupe smaragdne ogrlice i inspektora Foleya koji u sred ekskluzivnog ljetovališta pokušava riješiti (zataškati) zločin zbog velikog broja VIP gostiju kako bi sačuvao ugled hotela.
- Pacijent

Mlada žena, inače invalid, pokušava očajnički pregovarati s policijom u ime svog otmičara, ne bi li tako spasila svoj život.
- Štakori

Radnja se odvija oko udovice i njenog ljubavnika koji su zarobljeni u jednom stanu od strane najboljeg prijatelja njenog pokojnog muža koji sumnja da je ona bila umiješana u njegovu smrt.